# Поль, Агусти
Агусти Поль Перес (англ. Agustí Pol Pérez; 13 января 1977, Андорра-ла-Велья, Андорра) — андоррский футболист, полузащитник. Играл за сборную Андорры по футболу.
Автор первого в истории сборной гола, забив мяч в матче против Эстонии, которой они проиграли со счётом 6–1 13 ноября 1996 года. Мяч был забит на 61-й минуте игры.
Его младший брат Ферран Поль (1983) — футболист, вратарь сборной Андорры.

## Статистика национальной сборной
| Сборная Андорры | Сборная Андорры | Сборная Андорры |
| Год             | Игр             | Голов           |
| --------------- | --------------- | --------------- |
| 1996            | 1               | 1               |
| 1997            | 2               | 0               |
| 1998            | 7               | 0               |
| 1999            | 9               | 0               |
| 2000            | 0               | 0               |
| 2001            | 4               | 0               |
| 2002            | 4               | 0               |
| 2003            | 1               | 0               |
| Всего           | 28              | 1               |